# Paronychodon
 Paronychodon (gr. “casi diente garra”) es un género representado por dos especies de dinosaurios celurosaurios trodóntidos, que vivió a finales del período Cretácico, 70 millones de años, en el Maastrichtiense, en Norteamérica. Es un taxón basado en dientes, frecuentemente considerado como dudoso debido a la naturaleza fragmentaria de sus fósiles, los cuales incluyen "baldados" de dientes pero sin otros restos.
La especie tipo, nombrada por Edward Drinker Cope en 1876, es Paronychodon lacustris, de la Formación Judith River de Montana, que data de hace 75 millones de años, durante el Campaniense. El espécimen holotipo es AMNH 3018. Es un diente de cerca de un centímetro de largo, alargado, recurvado, sin bordes aserrados y con unos bordes verticales bajos con una forma de D en sección transversal, y con un lado interno aplanado. Cope pensó al principio que el diente le pertenecía a un plesiosaurio, pero el mismo año se dio cuenta de que representaba a un dinosaurio carnívoro.
Una segunda especie, Paronychodon caperatus, es conocida de la Formación Lance de Wyoming (de finales del Maastrichtiense, hace 66 millones de años) y fue referido originalmente al género de mamífero Tripriodon por Othniel Charles Marsh en 1889, y fue luego situado en Paronychodon por George Olshevsky en 1991. Se basa en el holotipo YPM 10624, un diente de forma parecida a la del holotipo de P. lacustris pero algo más grande. En 1995 Olshevsky renombró a Laelaps explanatus Cope 1876 como Paronychodon explanatus; pero se considera que este taxón se basa en dientes de Saurornitholestes.
Un gran número de otros especímenes que encajan con estos dientes en algunos o todos los aspectos de su anatomía han sido referidos a Paranychodon. Algunos de estos incluyen dientes aserrados, dientes bajos y dientes sin un lado aplanado. Estos dientes del tipo de "Paronychodon" han sido reportados de una amplia variedad de lugares y épocas, incluyendo la Formación Una del Cretácico Inferior de España, que data de finales del Barremiense hace 125 millones de años. 
Paronychodon ha sido considerado como un celúrido, un ornitomimosaurio, un dromeosáurido, un arqueopterígido y un trodóntido, aunque pudo haber sido otra clase de terópodo celurosaurio. Aunque muchos investigadores lo han considerado por esto como una colección de dientes de terópodos indeterminados, hay un pequeño consenso de que pertenecen al grupo Deinonychosauria. Los dientes asignados a Paronychodon son todos pequeños, y pueden haber provenido de deinonicosaurios juveniles. Nunca se han hallado mandíbulas de individuos adultos con dientes idénticos. Marsh ya había sugerido que dichos dientes eran patológicos, habiéndose formado cuando los primeros dientes de las mandíbulas inferiores crecían por accidente de manera contigua en la sutura de la mandíbula. Philip J. Currie en 1990 también concluyó que eran resultado de una malformación, en la que el lado aplanado se debía de que el diente permaneció sujeto demasiado tiempo contra la pared interna del alvéolo. Los especímenes aserrados de este tipo podrían ser simplemente dientes anómalos de dromeosáuridos; sin embargo, los dientes sin sierras pueden representar un taxón o taxones separados. Un estudio realizado por Sunny Hwang mostró que el esmalte dental es idéntico al encontrado en Byronosaurus, un trodóntido conocido de ejemplares juveniles con dientes sin aserrar.
Varios taxones han sido en ocasiones considerados como sinónimos de Paronychodon, aunque existe poco consenso al respecto. Cope en 1876 describió a Paronychodon como similar a Zapsalis, otro taxón basado en dientes, el cual es a su vez considerado como sinónimo de Richardoestesia, un posible dromeosáurido. Richardoestesia isosceles podría ser, de acuerdo con el estudio de Julia Sankey et.al., ser sinónimo con el llamado "tipo A" de dientes alargados de Paronychodon, al cual pertenece también el holotipo de Paronychodon. El género de dientes euroasiático Euronychodon es considerado a veces también como un sinónimo más moderno de Paronychodon.